# سلاتینا (ناحیه سویتاوی)
سلاتینا (به چکی: Slatina) یک منطقهٔ مسکونی در جمهوری چک است که در ناحیه سویتاوی واقع شده‌است. سلاتینا ۳٫۹۸ کیلومتر مربع مساحت و ۱۲۷ نفر جمعیت دارد و ۴۵۳ متر بالاتر از سطح دریا واقع شده‌است.